# Провінційний парк Динозавр
Провінційний парк «Диноза́вр» (англ. Dinosaur Provincial Park) належить до всесвітньої спадщини ЮНЕСКО та розміщений приблизно за 200 км від міста Калгарі (провінція Альберта, Канада), або за 48 км від містечка Брукс. Парк лежить в долині річки Ред Дір, яка відома своєю незвичною змінною топографією. Парк знаменитий тим, що це одне з найбільших сховищ скам'янілостей динозаврів у світі. Знайдено 40 видів скам'янілостей та виставлено понад 500 екземплярів у багатьох музеях світу. Знаменита збірка викопних решток, що налічує близько 500 різних скам'янілих живих організмів, від мікроскопічних спор папороті до величезних м'ясоїдних динозаврів, справедливо віднесена до всесвітньої спадщини ЮНЕСКО у 1979 році.

## Провінційний парк Динозавр. Візиторський центр
У візиторському центрі Провінційного парку Динозавр представлені не лише скам'янілості динозаврів та інших живих істот, але й геологія та природне походження парку. Тут є кінозал, препараторська для обробки викопних решток, а також сувенірний магазин. Влітку доступні різні тур-програми для відвідувачів Центру.
Котедж Джона Вера — це відреставрований на початку XX ст. невеличкий будинок, в якому жив Джон Вер — ковбой афроамериканського походження, вагома фігура у фермерській історії Альберти. Котедж розташований неподалік Візиторського центру та відкритий для туристів у визначені літні дні.

## Історія
Заснований парк 27 червня 1955 року з нагоди до 50-річчя Альберти, з метою захисту знайдених викопних решток та їх середовища. Першим наглядачем був Рой Фоулер(1902—1975) — фермер та «аматор-мисливець за скам'янілостями». Парк включений до Списку Всесвітньої спадщини ЮНЕСКО 26 жовтня 1977 року одночасно через національне значення бедлендів та узбережжя річки, як природного ареалу існування тварин, а також через міжнародне значення викопних решток, які були тут знайдені.
До 1985 року скам'янілості, знайдені на території парку, відправлялись в музеї в усьому світі для наукового аналізу та експозиції, включаючи музей Королівський музей Онтаріо в Торонто, Канадський природознавчий музей в Оттаві, а також Американський природознавчий музей в Нью-Йорку. Все змінилось з відкриттям Королівського Тірельського палеонтологічного музею, що на 100 км вище за течією, в Провінційному парку «Мідленд» поблизу містечка Дромгелер.

## Природа
Парк охороняє дуже комплексну екосистему, що включає три біоценози: луки прерій, бедленди та угруповання тополі тригранної, поширені у прибережній зоні річки. Його екосистема оточена преріями, що є само по собі унікальним. Хори койотів часто чутні в сутінках, так само як крики північноамериканської дрімлюги. Американського кролика, чорнохвостого оленя та вилорога також можна зустріти в парку; степова гримуча змія, гоферова змія та червонобока підв'язкова змія присутні в достатній кількості. Серед 165 видів птахів, яких можна спостерігати навесні та влітку, можна виділити кроншнепа та канадську казарку. Деякі з найбільш північних видів кактусів, включаючи опунцію і педіокактус можна побачити у цвітінні в другій половині червня.

### Геологія
Осадові геологічні відклади парку охоплюють 2,8 млн років і мають три нашарування. В основі пласта — земляні відкладення Олдмен, вище — земляні відклади Динозавр парк та найвище — морські нашарування Біарпау. Середній шар містить найбільше викопних решток від зчленованих скелетів і, переважно сформувався біля великих річок в дуже теплому кліматі в прибережних низовинах, вздовж західної межі Внутрішньо-західного фарватеру. Це нашарування належить до пізнього Кампану, приблизно 75 млн років тому. Нашарування Динозавр парк утворювалось близько 1 млн років.

### Палеонтологія
Провінційний парк Динозавр зберігає надзвичайно різноманітну групу прісноводних хребетних: риби, включно з акулами, скатами, веслоносами, аміями, панцирникоподібними та костистими рибами; амфібії — жаби, саламандри та вимерлі альбанерпетонтиди; рептилії — ящірки, велике різноманіття черепах, крокодилів та хампсозаврів; ссавці — землерийки, сумчасті та білкоподібні гризуни представлені здебільшого їх скам'янілими зубами, ніж кістками. Рештки гігантських рослин — рідкість в парку, проте пилкові зерна та спори, знайдені в ньому, свідчать, що цей Кампанський ярус містив платан, магнолію та болотні кипарисові дерева разом з метасеквоєю.

#### Динозаври, знайдені в парку:
Цератопси
- Leptoceratops sp.
- Centrosaurus apertus, C. brinkmani
- Styracosaurus albertensis
- Pachyrhinosaurus
- Chasmosaurus belli, C. russelli
- Vagaceratops irvinensis

Гадрозавридові
- Corythosaurus casuarius
- Gryposaurus notabilis, G. incurvimanus
- Lambeosaurus lambei, L. magnicristatus
- Prosaurolophus maximus
- Parasaurolophus walkeri

Анкілозаври
- Panoplosaurus
- Едмонтонія
- Euoplocephalus tutus

Гіпсилофодонтиди
- Orodromeus

Пахіцефалозаври
- Stegoceras

Тиранозаврові
- Daspletosaurus torosus
- Gorgosaurus libratus

Ornithomimidae
- Ornithomimus
- Struthiomimus
- new ornithomimid species A

Caenagnathidae
- Chirostenotes pergracilis
- Chirostenotes elegans
- Chirostenotes collinsi

Дромеозавриди
- Dromaeosaurus albertensis
- Saurornitholestes
- Hesperonychus elizabethae
- ?new dromaeosaur species A
- ?new dromaeosaur species B

Троодонтиди
- Troodon
- new troodontid species A

Неясна класифікація:
- Ricardoestesia gilmorei